# Iso-Hauteri
Iso-Hauteri är en ö i Finland. Den ligger i Skärgårdshavet och i kommunen Gustavs i den ekonomiska regionen  Nystadsregionen i landskapet Egentliga Finland, i den sydvästra delen av landet. Ön ligger omkring 70 kilometer väster om Åbo och omkring 220 kilometer väster om Helsingfors.
Öns area är 10,1 hektar och dess största längd är 0,5 kilometer i sydväst-nordöstlig riktning.